# Asilisaurus
Asilisaurus – rodzaj dinozauromorfa z grupy Silesauridae żyjącego w środkowym triasie na obecnych terenach Afryki. Został opisany w 2010 roku przez Sterlinga Nesbitta i współpracowników w oparciu o przednią część kości zębowej wraz z zębami (NMT RB9) odkrytą w datowanych na anizyk osadach ogniwa Lifua w złożach Manda w pobliżu tanzańskiego miasta Litumba Ndyosi. Odnaleziono jednak izolowane szczątki należące do co najmniej czternastu osobników, składające się w sumie na niemal kompletny szkielet – jedynie niektóre części czaszki oraz nadgarstki pozostają nieznane. Według Nesbitta i współpracowników (2010) większość skamieniałości należała do osobników młodocianych, które osiągnęły 60–80% maksymalnych rozmiarów; na tej podstawie, oraz na podstawie porównań ze szkieletem silezaura, autorzy szacowali, że dorosli przedstawiciele gatunku A. kongwe osiągali około 2–3 m długości ciała. Czaszka ma podobne proporcje jak czaszka silezaura i podobnie jak u niego oraz u Sacisaurus kość zębowa jest ostro zakończona. Szacowana długość kości ramiennej i promieniowej sugeruje, że Asilisaurus miał wydłużone kończyny przednie, jak Silesaurus. Panewka stawu biodrowego była zamknięta, jak u wszystkich przedstawicieli Ornithodira nienależących do dinozaurów. Kość skokowa i kość piętowa to u Asilisaurus odrębne struktury, w przeciwieństwie do pterozaurów, teropodów i Lagerpetidae, u których były one na wpół skostniałe.
Barrett, Nesbitt i Peecook (2014) opisali niekompletną kość udową przedstawiciela rodziny Silesauridae oznaczoną NHMUK R16303, odkrytą w osadach ogniwa Lifua w złożach Manda, cechującą się znacznie większymi rozmiarami niż kości udowe osobników, które z pewnością można zaliczyć do gatunku A. kongwe; autorzy oszacowali całkowitą długość kości na 345 mm, podczas gdy długość kości udowych przedstawicieli A. kongwe wynosiła w zależności od osobnika od 74 do 144 mm. Według Barretta, Nesbitta i Peecooka długość ciała osobnika, do którego należała kość NHMUK R16303, wynosiła co najmniej 3 metry i jest on największym opisanym dotąd przedstawicielem Silesauridae. Na podstawie budowy kości autorzy nie byli w stanie stwierdzić, czy NHMUK R16303 należała do dużych rozmiarów przedstawiciela gatunku A. kongwe, czy też kość ta reprezentuje odrębny od A. kongwe gatunek z rodziny Silesauridae; przyjęcie pierwszej interpretacji oznaczałoby, że pozostałe opisane skamieniałości przedstawicieli A. kongwe należą do osobników młodszych niż pierwotnie zakładano, które przed śmiercią osiągnęły nie więcej niż połowę maksymalnych rozmiarów ciała.
Asilisaurus jest najstarszym znanym przedstawicielem ptasiej linii archozaurów – Ornithodira (niektórzy naukowcy na jej określenie używają nazwy Avemetatarsalia). Analiza filogenetyczna przeprowadzona przez Nesbitta i współpracowników sugeruje, że należał on do kladu Silesauridae, będącego grupą siostrzaną wobec dinozaurów. Asilisaurus jest najbardziej bazalnym oprócz Lewisuchus (przypuszczalnie synonimicznego z pseudolagozuchem) przedstawicielem tego kladu. Bardziej zaawansowane od niego są Eucoelophysis, Silesaurus i Sacisaurus. Analiza wspiera hipotezę o ich bliskim pokrewieństwie z dinozaurami, jednak zaprzecza hipotezie, by były one bazalnymi dinozaurami ptasiomiednicznymi, co także sugerowano. Odkrycie Asilisaurus dowodzi, że radiacja ewolucyjna Ornithodira musiała rozpocząć się przed końcem środkowego triasu.
Nazwa Asilisaurus pochodzi od słowa asili, oznaczającego „przodka” w suahili, oraz greckiego słowa sauros („jaszczur”). Nazwa gatunkowa gatunku typowego, kongwe, w suahili oznacza „pradawny”.